# Lagoa do Tigre

Lagoa do Tigre é uma lagoa que existe até hoje no município de Novo Oriente, no Ceará. Ela antes pertencente ao território piauiense, foi trocada junto com as terras das proximidades por terras litorâneas. Era intensa a criação de gado por aquela região, mesmo sendo o território de Novo Oriente de Independência. Os criadores viam que seu gado estava sumindo. Então foram seguir as trilhas que os animais deixavam, quando se depararam com uma formosa lagoa, e por a mata ser muito fechada deram logo a hipótese de que havia tigres no local, daí a denominação Lagoa do Tigre. Com o tempo, um fazendeiro fez sua casa nas proximidades da lagoa e anos depois com muita "Guerrilha política", nomearam e emanciparam Novo Oriente no dia 10 de outubro de 1957.